# Лијутпранд
Лијутпранд је био краљ Лангобарда од 712. до 744. године. Запамћен је по Сутријском споразуму 728. и по дуготрајној владавини која је обележено разним, углавном успешним ратовима у Италији. Искористио је кризу у Византији да би освојио Емилију и Ромању.